# Dragon Quest IX: Sentinels of the Starry Skies
Dragon Quest IX: Sentinels of the Starry Skies (яп. ドラゴンクエストIX 星空の守り人 дорагон куэсуто наин хосидзора но маморибито, «Хранители звёздных небес») — японская ролевая игра для портативного устройства Nintendo DS, разработанная студиями Level-5 и Square Enix в 2009 году и выпущенная при поддержке Nintendo, является девятой номерной частью серии Dragon Quest.

## Разработка
Созданием основы игры по-прежнему занимался тот же авторский состав, состоящий из геймдизайнера Юдзи Хории, художника-мангаки Акиры Ториямы и симфонического композитора Коити Сугиямы.

## Геймплей
Dragon Quest IX во многом заточена под многопользовательский режим и привносит в серию несколько невиданных ранее нововведений. В частности, впервые номерная часть основной линейки ориентирована на карманную консоль в качестве платформы, впервые отсутствует система случайных встреч с монстрами — все противники видны, и столкновений с ними при желании можно избежать. Впервые меню интерфейса японской версии стало полностью графическим. Кроме того, девятая часть изначально создавалась таким образом, чтобы быть значительно сложнее предыдущих игр серии, как основных, так и многочисленных спин-оффов.

## Сюжет
Сюжет описывает приключения юного ангела, который по неизвестной причине был сброшен на землю и превратился в обычного человека. Герой генерируется по усмотрению игрока, возможно выбрать пол, цвет кожи, причёску и другие атрибуты внешнего вида. Позже после некоторого развития истории персонаж может собрать команду с максимальной численностью до четырёх человек — присоединяющиеся герои могут быть либо созданы игроком с нуля, либо выбраны из уже имеющихся. Присутствует интересная система «гротов», необязательных для прохождения подземелий, которые игрок должен искать с помощью специальных карт сокровищ.

## Отзывы
| Сводный рейтинг    | Сводный рейтинг |
| Агрегатор          | Оценка          |
| ------------------ | --------------- |
| GameRankings       | 87,98 %         |
| Metacritic         | 87/100          |
| Иноязычные издания |                 |
| Издание            | Оценка          |
| Famitsu            | 40 / 40         |
| Game Informer      | 8/10            |
| IGN                | 8/10            |
| ONM                | 90 %            |

Dragon Quest IX, как и предыдущие части, имела в Японии большой коммерческий успех. Только по предзаказам компания реализовала 2 млн копий, в то время как за первые два дня после релиза разошлись 2,3 млн экземпляров. Продажи в Северной Америке и Европе составили чуть более миллиона. Японский игровой журнал Famitsu дал игре 40 баллов из 40, и это десятая за всю историю журнала игра, удостоившаяся максимальной оценки. Агрегаторы рецензий GameRankings и Metacritic оба присвоили игре рейтинг в 87 %. Девятая часть была занесена в Книгу рекордов Гиннесса после того, как 20 мая 2010 года к её многопользовательскому режиму подключились одновременно 100 млн человек.